# Epigino

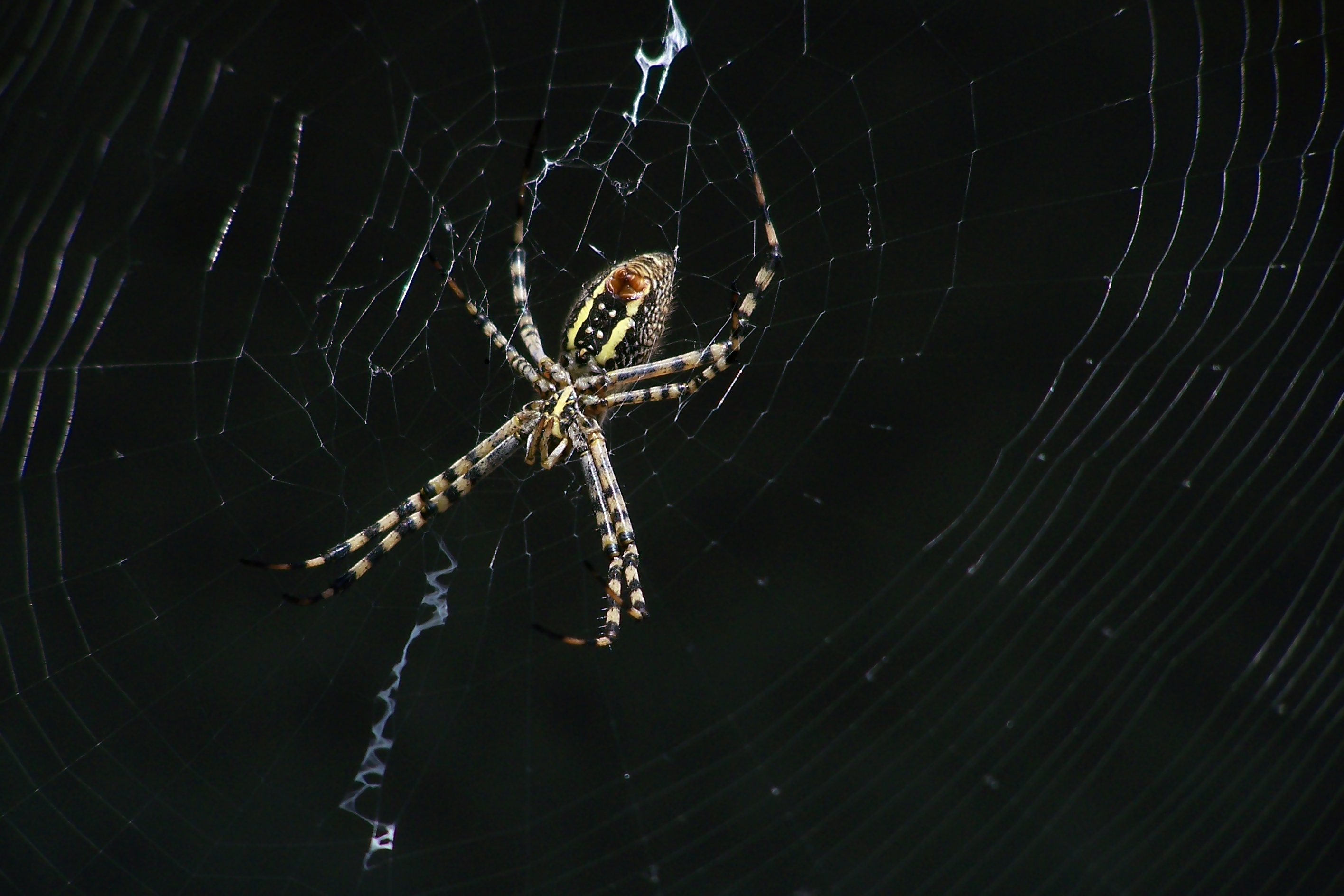
Una araña de jardín mostrando su epigino.

El epigino o epigynum es la abertura genital femenina en las arañas.
Es de especial interés para la gente que estudia las arañas, porque su forma es frecuentemente la única manera de determinar la especie exacta a la que pertenece dentro de un género. Los pedipalpos de las arañas macho toman una importancia similar en determinadas especies. 
Esto es por consecuencia de los hábitos de apareamiento de las arañas, que no incluye una cópula normal por unión de las aberturas sexuales masculinas y femeninas; el macho deposita su esperma en un bulto especial y pequeño de la tela y lo absorbe con su pedipalpo, después que está listo para el cortejo. El pedipalpo debe ajustarse al epigino.
- Datos: Q668966
- Multimedia: Epigyne / Q668966